# برايسيس

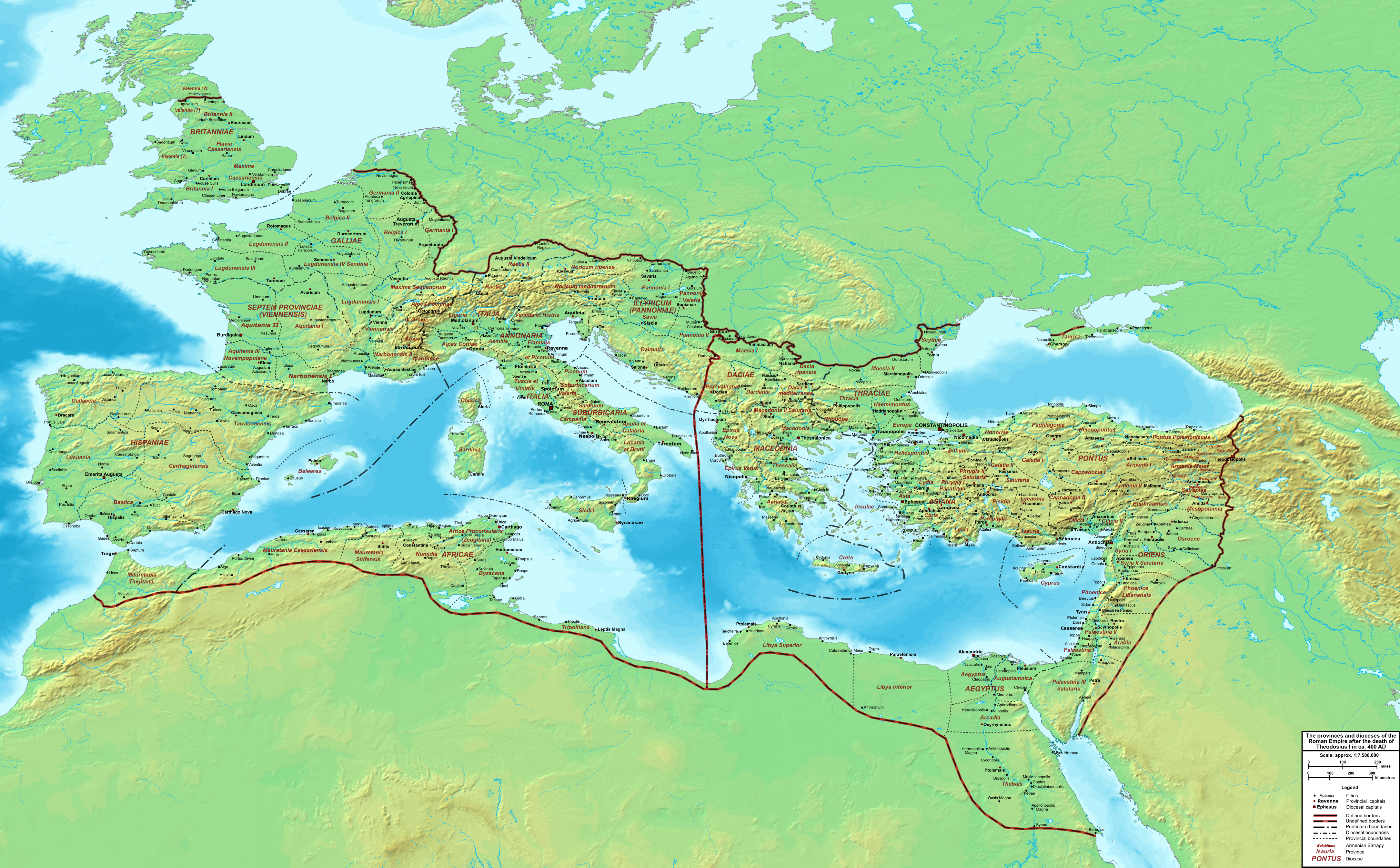
خريطة الإمبراطورية الرومانية 400 م.

برايسيس (لاتينية pl. praesides) هي كلمة لاتينية تعني «وُضِعَ قبل» أو «على رأس». في العصور القديمة، ولا سيما فترة الهيمنة الرومانية، وتستخدم للإشارة إلى حاكم الولاية.

## الحكام الرومان
بدأ استخدام مصطلح برايسيس فعليًا كوصف عام لحكام المقاطعات الرومانية منذ بداية عهد الزعامة - غالبًا بصيغة مشابهة، مثل (باللاتينية: qui praeest) («الذي يرأس») -. ولكن بدأ استخدامه بشكل عام في عهد السلالة الأنطونية. يشدد الفقيه القانوني أميليوس ماكر "Aemilius Macer"، الذي كتب زمن كاراكلا (حكم 198-217)، على أن المصطلح ينطبق فقط على الحكام الذين كانوا أعضاء في مجلس الشيوخ - باستثناء الوكلاء الفرسان - ولكن، في حين أن هذا يعكس الاستخدام الأصلي للمصطلح، إلا أن الحال اختلف وقت كتابته. في القرنين الثاني والثالث، يبدو أن المصطلح استُخدم بشكل تشريفي، كمُلحق لألقاب الحكم الرسمية (مثل ليجاتوس أغسطس ... إلخ)، وأحيانًا، حتى لقادة الفيالق أو الوكلاء الماليين. بمنتصف القرن الثالث، أصبحت كلمة برايسيس مصطلحًا رسميًا، شملت حتى الوكلاء الفرسان. أصبح أيضًا نائب/وكيل البرايسيس شائع الاستعمال لوكلاء الفرسان المنوط بهم إدارة المقاطعات في غياب، أو بدلا من (مجلس الشيوخ) الحاكم. كانت هذه خطوة حاسمة في تولي الفرسان حكم المقاطعات بالكامل، ولاسيما مع ظهور الفرسان النواب في عقد الـ 270.
أضفت إصلاحات دقلديانوس (حكم 284-305) وقسطنطين العظيم (حكم 306-337) طابع رسمي على هذا التطور، عندما اُستخدم مصطلح برايسيس لوصف فئة معينة من حكام المقاطعات، وهي الفئة الأدنى بعد القنصليين "Consularis" والكوريكتور "correctores". ومع ذلك، فقد رتبوا في الشرق بين هاتين الطبقتين، ربما بسبب أن الكوريكتور القلائل هناك تولوا بعد البرايسيسات. ظل مصطلح برايسيس مستخدمًا بشكل عام لحكام المقاطعات، ولا يزال مستخدما في اللغة القانونية لتعيين جميع فئات حكام المقاطعات بشكل عام. في الاستعمال الشائع، البرايسيس أُطلق عليهم ألقاب عامة مثل iudex («القاضي»)، عميد (rector) أو وسيط (moderator)، وأحيانا بشكل مهجور كـ بريتور. في اليونانية، استعمل مصطلح ἡγεμὼν للدلالة على المنصب.